# Sega Bass Fishing
 (avril 2018).
Si vous disposez d'ouvrages ou d'articles de référence ou si vous connaissez des sites web de qualité traitant du thème abordé ici, merci de compléter l'article en donnant les références utiles à sa vérifiabilité et en les liant à la section « Notes et références ».
Sega Bass Fishing est un jeu vidéo de pêche, développé par Wow Entertainment et édité par Sega, sorti en 1997 sur borne d'arcade (Model 3). Le jeu fut porté sur Dreamcast, Windows et Wii par SIMS. En octobre 2011, le titre fut porté sur Xbox 360 et Playstation 3 via une version téléchargeable. Le jeu a reçu le label Sega All Stars sur Dreamcast.

## Accueil
- Gamekult : 5/10
- Jeuxvideo.com : 11/20
- Eurogamer : 7/10